# Menhir de Théven
Le menhir de Théven est un menhir situé sur la commune de Kerlouan, dans le département du Finistère en France.

## Description
Le menhir est un bloc de granite d'origine locale. Il est désormais inclus dans un muret bordant un petit chemin partant de la fontaine du hameau de Théven. Le menhir mesure 1,90 m de hauteur pour une largeur maximale de 1,10 m et une épaisseur de 0,80 m. 